# Mixed double (eksperimentalfilm)
|  | Denne artikel er oprettet af botten Steenthbot ud fra en ekstern database. Den kan derfor have sproglige fejl eller mangler. Denne skabelon kan fjernes efter kontrol af indholdet. |

Mixed double er en dansk eksperimentalfilm fra 1970 instrueret af Bent Barfod efter eget manuskript.

## Handling
Fotografisk eksperimental balletfilm med koreografi af Eske Holm.

## Medvirkende
- Eske Holm
- Sorella Englund